# Тривио (Напуљ)
Тривио је насеље у Италији у округу Напуљ, региону Кампанија.
Према процени из 2011. у насељу је живело 200 становника. Насеље се налази на надморској висини од 55 м.